# Goodview
Goodview é uma cidade localizada no estado americano de Minnesota, no Condado de Winona.

## Demografia
Segundo o censo americano de 2000, a sua população era de 3373 habitantes.
Em 2006, foi estimada uma população de 3407, um aumento de 34 (1.0%).

## Geografia
De acordo com o United States Census Bureau tem uma área de 5,1 km², dos quais 4,5 km² cobertos por terra e 0,6 km² cobertos por água.

## Localidades na vizinhança
O diagrama seguinte representa as localidades num raio de 12 km ao redor de Goodview.